# بار عام

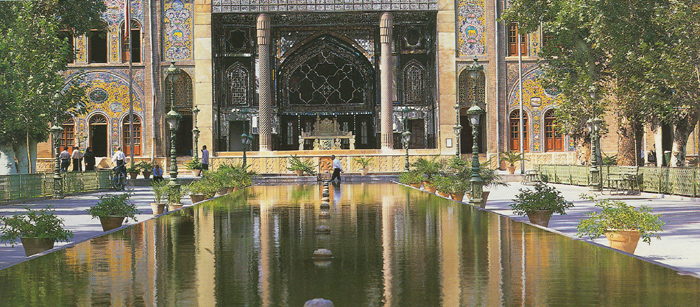
ایوان تخت مرمر در کاخ گلستان برای بار دادن شاه

بارِ عام رسمی است که در آن شاه و درباریان به گروهی از مردم اجازهٔ دیدار با شاه و دربار را می‌دهند.
برای بار یافتن بایستی از پیش درخواست شود که به این کار بارخواهی گفته می‌شود و شخصی که درخواستش پذیرفته شده باریاب نامیده می‌شود. در بسیاری از کتب نگاشته شده در مورد پادشاهان و در بار پادشاهان به دو نوع مجلس بار، بارعام و بار خاص اشاره شده‌است. بعضی از اعمال و آیین‌هایی که در دربار انجام می‌پذیرد مختص به بارعام هستند مانند روز مظالم یا همان داد خواهی که فقط در بارعام انجام می‌پذیرفت یا نوبتی زدن که به مناسبت‌های مختلف انجام می‌شده، در بارعام نیز به کار می‌رفته‌است. به عبارتی دیگر این دو مورد را می‌توان از زیر مجموعه‌های بارعام دانست.
در ایران دوران پیش از اسلام، زن‌ها حق بارخواهی و باریابی داشتند.

## نماز بردن و بوسه ادب

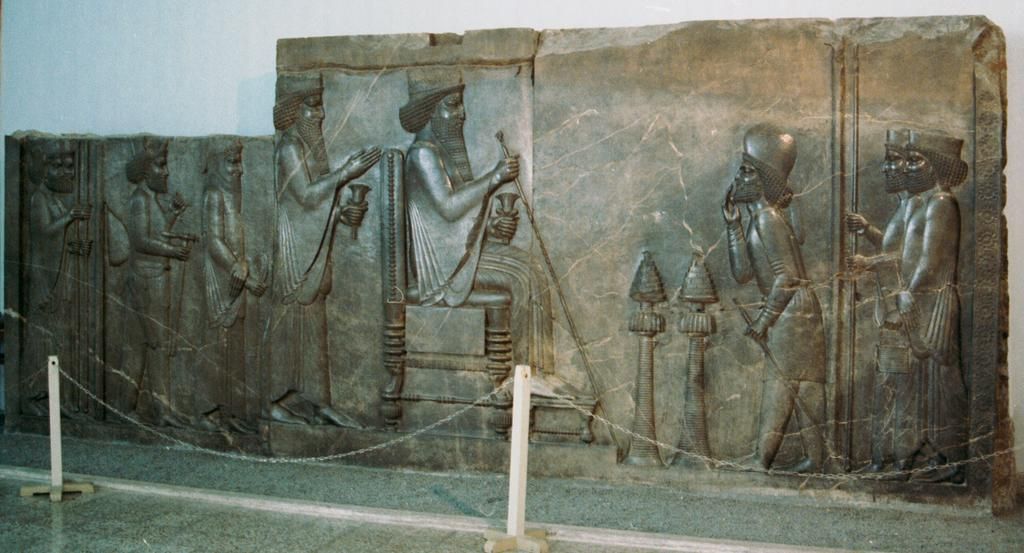
بوسهٔ ادب یکی از مهمانان به نزد داریوش بزرگ.

«نماز بردن»  گرامیداری و ارج گذاری و خم شدن یا به خاک افتادن به انگیزه ی ارج  وآزرم نهادن در برابر شاه یا بزرگان دیگر است.
بوسه فرستادن نمادین با پشت دست که ایرانیان در باره ی فرادستان اجتماعی (هازمانی) انجام می‌دادند نیز بخشی از آیین دربار در زمان هخامنشیان بود. یونانیان آن را پروسکونسیس می‌نامیدند.
از کنش «نماز بردن» به بزرگان در ادبیات فارسی به کرّات یاد شده‌است. بوسهٔ ادب و نماز و گرامیداری از نشانه‌های آزرم یا احترام بسیار به شاه و درباریان است.